# Ivanci
Ivanci este o localitate din comuna Moravske Toplice, Slovenia, cu o populație de 254 de locuitori.